# 3522 Oxürrhünkhosz-papírusz

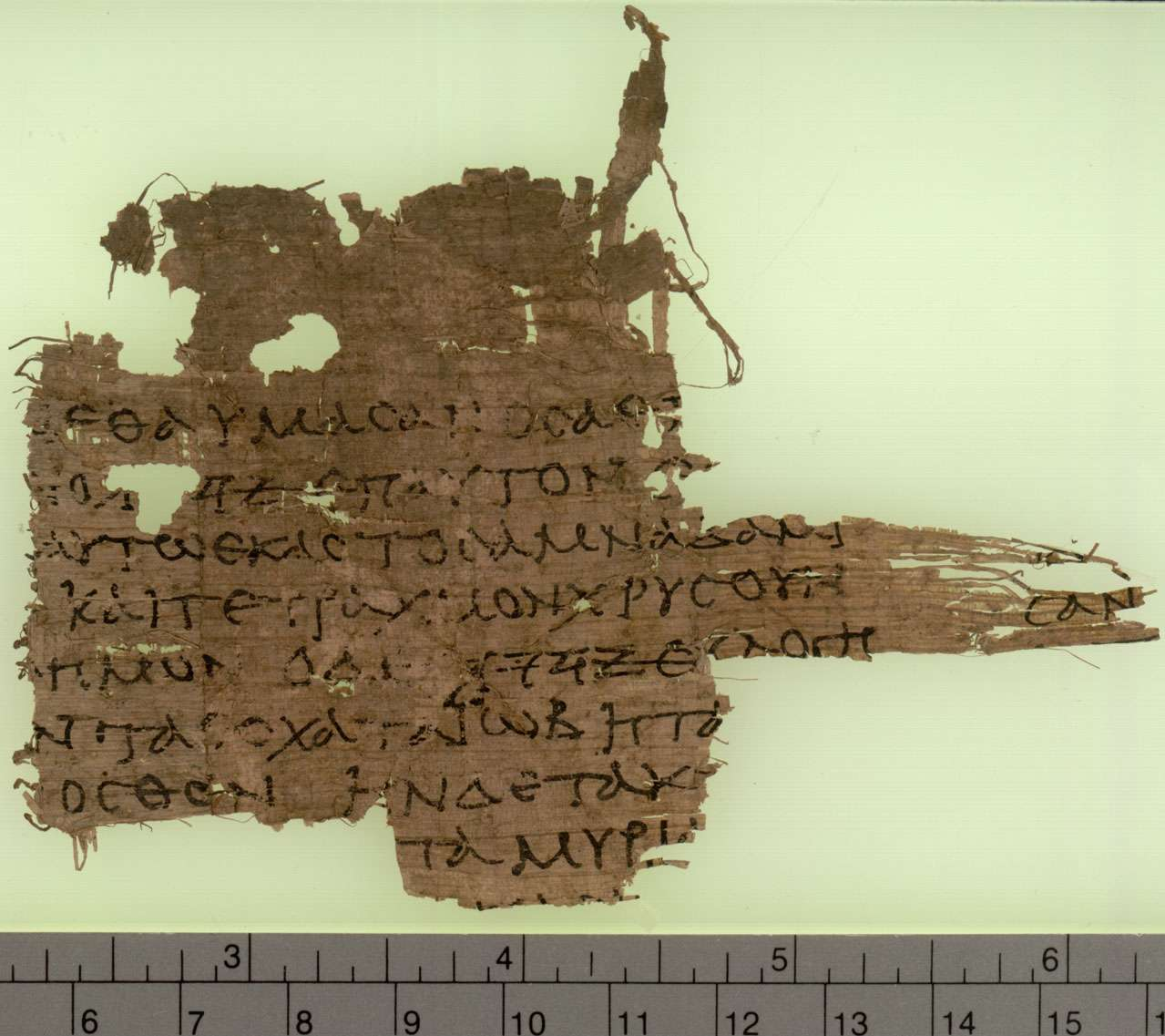
Papyrus LXX Oxyrhynchus 3522

A 3522 Oxürrhünkhosz-papírusz a Ptolemaida kori Oxürrhünkhoszból előkerült görög nyelvű Septuaginta-kézirat papírusztekercsen, a Jób könyve töredékével, a 42. 11–12. sora. Palaoegráfiai kormeghatározása szerint az i. e. 1. századból származik, a szöveg megegyezik az LXX ismert variánsaival. Ezért a Septuaginta 857. töredékeként is ismert.
A kézirat az oxfordi Ashmolean Museumhoz tartozó Sackler Könyvtárban található.

## Fordítás
- Ez a szócikk részben vagy egészben  a   Papyrus Oxyrhynchus 3522 című angol Wikipédia-szócikk ezen változatának fordításán alapul.  Az eredeti cikk szerkesztőit annak laptörténete sorolja fel. Ez a jelzés csupán a megfogalmazás eredetét és a szerzői jogokat jelzi, nem szolgál a cikkben szereplő információk forrásmegjelöléseként.